# Nélida Ester Echebest
Nélida Ester Echebest (nacida el 19 de junio de 1944 en Castelli, Buenos Aires, Argentina y fallecida el 27 de julio de 2015 en La Plata, Buenos Aires, Argentina) fue una matemática argentina, graduada en la Universidad Nacional de La Plata en 1968. Se la reconoce como una pionera en el campo de la Optimización Numérica y la Investigación Operativa.

## Docencia e Investigación
Nélida Echebest, quien contaba ya con el título de Maestra Normal, inició en 1962 la carrera de Licenciatura en Matemáticas en la Facultad de Ciencias Exactas de la Universidad Nacional de La Plata, egresando de la misma en 1968. Realizó luego numerosos cursos de postgrado en el campo de la Optimización Numérica y la Investigación Operativa, los métodos numéricos en factibilidad convexa y programación no line al, siendo la primera persona en estudiar estos temas en su universidad.  Fue dirigida por Hugo D. Scolnik, del
Departamento de Computación, Facultad de Ciencias Exactas y Naturales, Universidad de Buenos Aires.
Ha contribuido con varias investigaciones que fueron publicados en revistas internacionales así como conferencias y comunicaciones a congresos.
Echebest fue docente en la facultad de Ciencias Exactas, alcanzando el cargo de profesora asociada con dedicación exclusiva en el área de Investigación Operativa. También fue docente en la Facultad de Ingeniería de la Universidad Nacional de La Plata, donde llegó a ser Directora del Departamento de Físicomatemática.

Echebest trabajó activamente con el objetivo de promover el estudio, colaboración y divulgación del conocimiento de las ciencias aplicadas. Fue socia de la Sociedad Argentina de Informática e Investigación Operativo (SADIO) y se desempeñó como Secretaria y Vicepresidenta de la Asociación Latinoamericana de Investigación Operativa (ALIO).  Participó en la organización de numerosas actividades de su campo disciplinar: Conferencias Latino-Ibero-Americana de Investigación Operativa (CLAIO), Escuelas Latinoamericanas de Investigación Operativa (ELAVIO), Simposios de Investigación Operativa en el marco de las Jornadas Argentinas de Informática. Recibió por estas tareas el reconocimiento del grupo de Optimización de la UNLP.
Fue codirectora de la tesis de doctorado en Ciencias Exactas orientación Matemática de la Lic. María Daniela Sánchez.
En 2018 fue publicado un libro de álgebra lineal basado en las guías teórico-prácticas elaboradas Nélida Echebest en su labor como profesora titular de la asignatura Matemática C de la Facultad de Ingeniería de la UNLP.

## Militancia política
Se afilió a la Unión Cívica Radical en 1977, participando activamente en la vida política de la ciudad de La Plata, siendo recordada por sus compañeros de militancia como "como una excelente correligionaria con principios bien consolidados" 

## Distinciones
Sus colegas le rindieron homenaje al año de su fallecimiento. El Departamento de Matemática de la Facultad de Ciencias Exactas de la UNLP nombró el Aula de Informática del Departamento como "Sala Nelly Echebest". Habitualmente se dictan allí clases de Elementos de Matemática aplicada.
Nélida fue una de las cinco mujeres que eligió la UNLP, con motivo del Día Internacional de la Mujer y la Niña en la Ciencia, buscando con las “Cinco Sabias” "homenajear y reconocer a centenares de mujeres que en estos 117 años han hecho historia no sólo en distintas ramas de la ciencia a nivel mundial, sino también siendo inspiración y referentes de otras mujeres." 